# 294
294 (CCXCIV na numeração romana) foi um ano comum do século IV do Calendário Juliano, da Era de Cristo, teve início a uma segunda-feira  e terminou também a uma segunda-feira, a sua letra dominical foi G (52 semanas)
| Ano completo                         |
| ------------------------------------ |
| Ano comum com início à segunda-feira |

## Acontecimentos
- Tuoba Lu Guan sucede a Tuoba Fu como chefe tribal dos Tuoba, na China.

## Mortes
- Tuoba Fu, chefe tribal dos Tuoba.